# Giorgio Valla
Pour les articles homonymes, voir Valla.
Giorgio Valla, né à Plaisance en 1447, mort à Venise en 1500, était un humaniste italien de la Renaissance, un écrivain et un mathématicien, surtout connu pour son encyclopédie, De expetendis et fugiendis rebus (Sur ce qu'il faut rechercher et ce qu'il faut fuir), la première à avoir été imprimée.

## Biographie
Fils d'Andrea Valla et de Cornelia Corvini, cousin de Lorenzo Valla, il étudia à Plaisance, puis à Milan, sous la direction de Constantin Lascaris. Protégé du condottiere Jacques de Trivulce, il fut un temps le précepteur de Francesco Sforza. Il fréquenta l'université de Naples puis celle de Pavie, complétant sa formation sous la direction d'Andronic Calliste pour le grec et de Giovanni Marliani (en) pour les mathématiques et la médecine. Il fit la connaissance de Léonard de Vinci et enseigna par la suite la rhétorique à Milan, Pavie (1466-1467 et 1475-1476) et Gênes (1476-1479).
Il avait repris ses cours à Pavie lorsqu'en 1485 l'historien Giorgio Merula, professeur énergique et bien en cour auprès du Sénat de Venise, lui proposa de venir enseigner le grec à Venise : en effet, l'activité diplomatique croissante de cette République avec le Levant nécessitait un nombre accru de fonctionnaires lettrés. Il y occupa une chaire d'éloquence, où il fut le commensal de Filippo Buonaccorsi et le maître de Gasparo Contarini.
Dans cette ville, Valla se mit également à l'étude des sciences, car le hasard l'avait mis en possession d'un manuscrit d'Archimède (le « codex A », aujourd'hui perdu), dont furent publiés des extraits dans son encyclopédie posthume. Son œuvre mathématique était connue de Guillaume Gosselin. Il traduisit également les Éléments d'Euclide en latin et publia des commentaires sur Pline l'Ancien, Ptolémée et Cicéron (le De oratore et le Brutus).
Jeté en prison en 1499 à l'instigation de Ludovic le More pour avoir publiquement pris le parti de Jacques de Trivulce, il resta incarcéré huit mois et ne survécut guère son incarcération.
En 1500, un matin, ses élèves, inquiets de ne pas le voir monter en chaire à l'heure accoutumée, se rendirent chez lui et le trouvèrent mort dans son lit. Il fut enterré dans l'église Santa Maria della Carità.

## Encyclopédie
Son encyclopédie De expetendis et fugiendis rebus, publiée à titre posthume en 1501, aborde un large éventail de sujets : arithmétique, musique, géométrie, astrologie, physiologie, médecine, grammaire, dialectique, poétique, rhétorique, philosophie morale, économie domestique, politique, le corps et l'âme.

## Œuvres

### Traités
- De orthographia (1495), Vienne
- De expedita ratione argumentandi (1498, réimpr. à Bâle en 1529) consultable sur Gallica.
- Logica (1498), Venise. Consultable sur Gallica - Bibliothèque nationale de France
- De simplicium natura (1528) Strasbourg : un traité de pharmacologie
- Georgii Vallae Placentini viri class. De expetendis et fugiendis rebus (1501, 40 livres en 2 vol.), impr. d'Aldo Manuce, Venise.

### Commentaires, éditions critiques et traduction
- Galeni introductorium ad medicinam Georgio Valla interprete (1491), impr. Bartholomaeus de Zanis, Venise
- Opus magnorum moralium Aristotelis (1522), avec trad. latine de Girardo Ruffo Vaccariensi, Paris. Consultable sur Gallica - Bibliothèque nationale de France
- Juvenalis cum tribus commentariis (1485, réimpr. 1495), Venise. Consultable sur Gallica - Bibliothèque nationale de France
- M. Tullii Ciceronis epistolae familiares (1505), Lyon Consultable sur Gallica - Bibliothèque nationale de France
- Préface au Commentaire sur Juvénal d'Antonio Mancinelli (1494), Venise. Consultable sur Gallica - Bibliothèque nationale de France